# Shunryu Suzuki
Shunryu Suzuki (18 de maio de 1905 - 4 de dezembro de 1971) descendente espiritual do grande mestre Zen do século XIII, Dogen. Profundamente respeitado no Japão, como mestre Zen, foi para os Estados Unidos em 1958, com a intenção de passar dois ou três anos. Porém ficou tão impressionado com a seriedade que encontrou entre os norte-americanos interessados no Zen, que acabou por tornar-se residente permanente, fixando-se em São Francisco. Graças às pessoas que queriam participar de suas práticas, formou-se um grupo de meditação denominado Zen Center, que sob sua orientação, se expandiu para mais três locais, incluindo o Zen Mountain Center, o primeiro mosteiro de treinamento Zen fora da Ásia. Shunryu Suzuki foi, sem dúvida, um dos mais influentes mestres Zen do nosso tempo.

## Referência
- Suzuki, Shunryu. Mente Zen, Mente de Principiante; editado por Trudy Dixon com prefácio de Huston Smith e introdução de Richard Baker; tradução de Odete Lara. São Paulo: Palas Athena, 1994. ISBN 85-7242-006-1